# 투아타라
투아타라(tuatara)는 옛도마뱀목에 속하는 파충류로 뉴질랜드에 2종이 분포한다. ‘투아타라’라는 이름은 마오리어로 ‘가시돋힌 등’이라는 뜻을 가졌다. 2종으로 이루어져 있다. 성체는 길이 24cm, 몸무게 500g 정도까지 자란다. 다른 파충류들과 구분되는 특징으로는 치아가 턱뼈에 유착되어 있으며, 낮은 온도(16-21°C)에서 잘 견디고, 오히려 27°C이상의 온도에서는 살 수가 없다는 것을 들 수 있다. 번식할 수 있는 능력이 생기기까지 적어도 10년 이상 걸리며, 4년에 한번씩 알을 낳기 때문에 번식이 더디다. 이들의 수명은 매우 길어서 보통 60년정도이고, 심지어 100년을 넘게 살기도 하는데, 뉴질랜드 자연박물관의 투아타라가 111살의 나이로 새끼를 낳은 일도 있다.
개체수가 적고, 서식지가 극히 제한되어 있어 1895년부터 국제적으로 멸종위기종(endangered species)으로 지정되어 보호하고 있다.

## 하위 종
- Sphenodon punctatus (Gray, 1842) (보유명)
- Sphenodon guntheri Buller, 1877
- † Sphenodon diversum Colenso, 1885